# Grand Prix Hassan II 1997
Il Grand Prix Hassan II 1997  è stato un torneo di tennis giocato sulla terra rossa.
È stata la 13ª edizione del Grand Prix Hassan II,
che fa parte della categoria World Series nell'ambito dell'ATP Tour 1997.
Si è giocato al Complexe Al Amal di Casablanca in Marocco, dal 24 al 31 marzo 1997.

## Campioni

### Singolare
Hicham Arazi ha battuto in finale  Franco Squillari con il punteggio di 3–6, 6–1, 6–2

### Doppio
João Cunha e Silva /  Nuno Marques hanno battuto in finale  Karim Alami /  Hicham Arazi con il punteggio di 7–6, 6–2